# The Secret (Alan Parsons)
The Secret è il quinto album in studio da solista di Alan Parsons, pubblicato nel 2019 dalla Frontiers Records.

## Descrizione

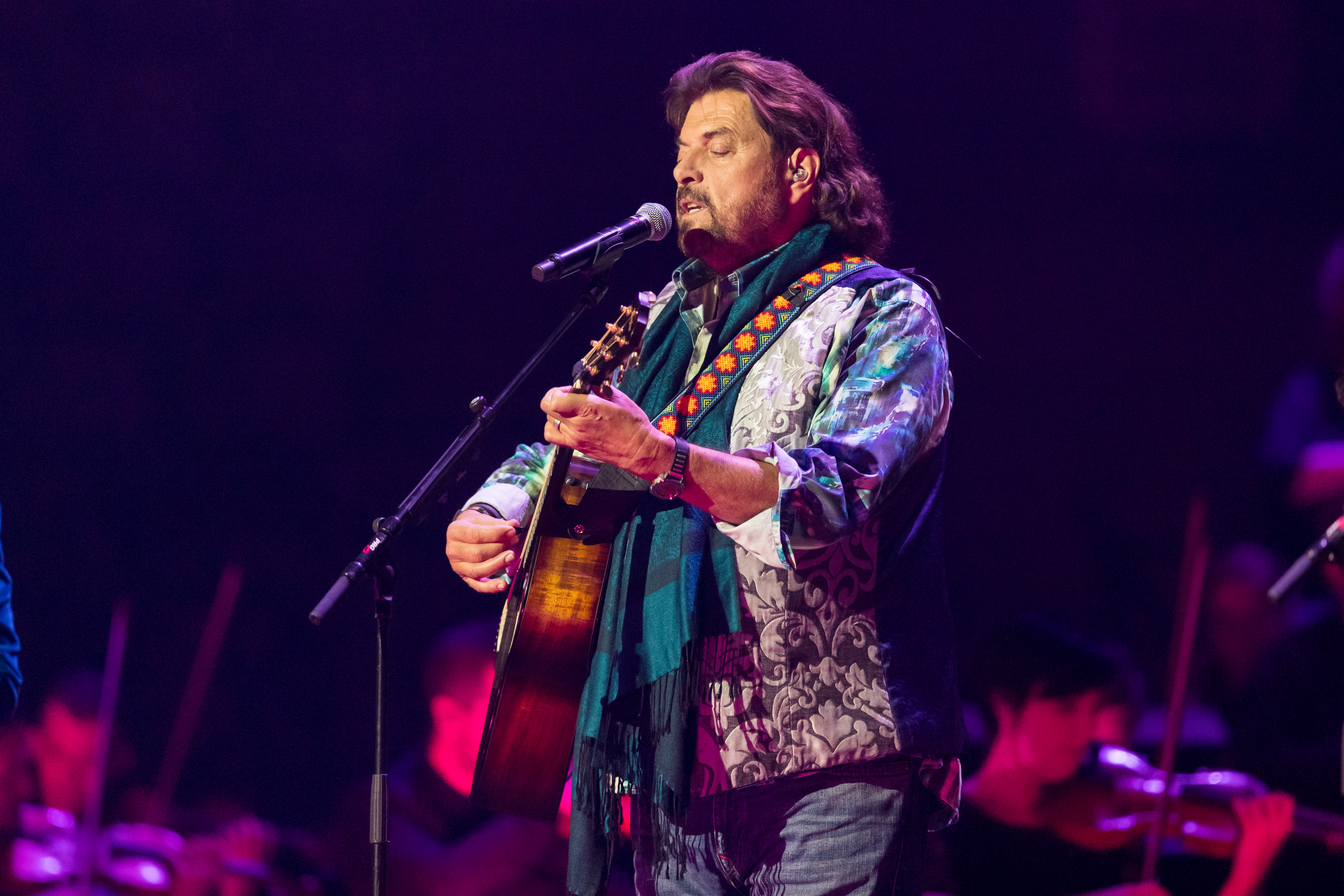
Alan Parsons in concerto nel novembre del 2019.

Nella seconda metà del 2017, presso la sua abitazione il Tres Vientos Ranch a Santa Barbara in California, Alan Parsons ha allestito un nuovo studio di registrazione il ParSonics Studio, e nell'arco del 2018 vi comincia a lavorare per registrare i brani da inserire nel nuovo album The Secret. Album che, dopo quasi un anno di lavoro, viene pubblicato il 26 aprile 2019, dopo ben quindici anni dall'ultimo lavoro in studio A Valid Path. Come da tradizione anche questo album si presenta come un concept il cui filo conduttore è la magia e le sue diverse manifestazioni, l'ispirazione per il tema dell'album è stata fornita dalla passione personale di Parsons per la magia e l'illusionismo, è infatti anche membro da molti anni del Magic Castle di Los Angeles.

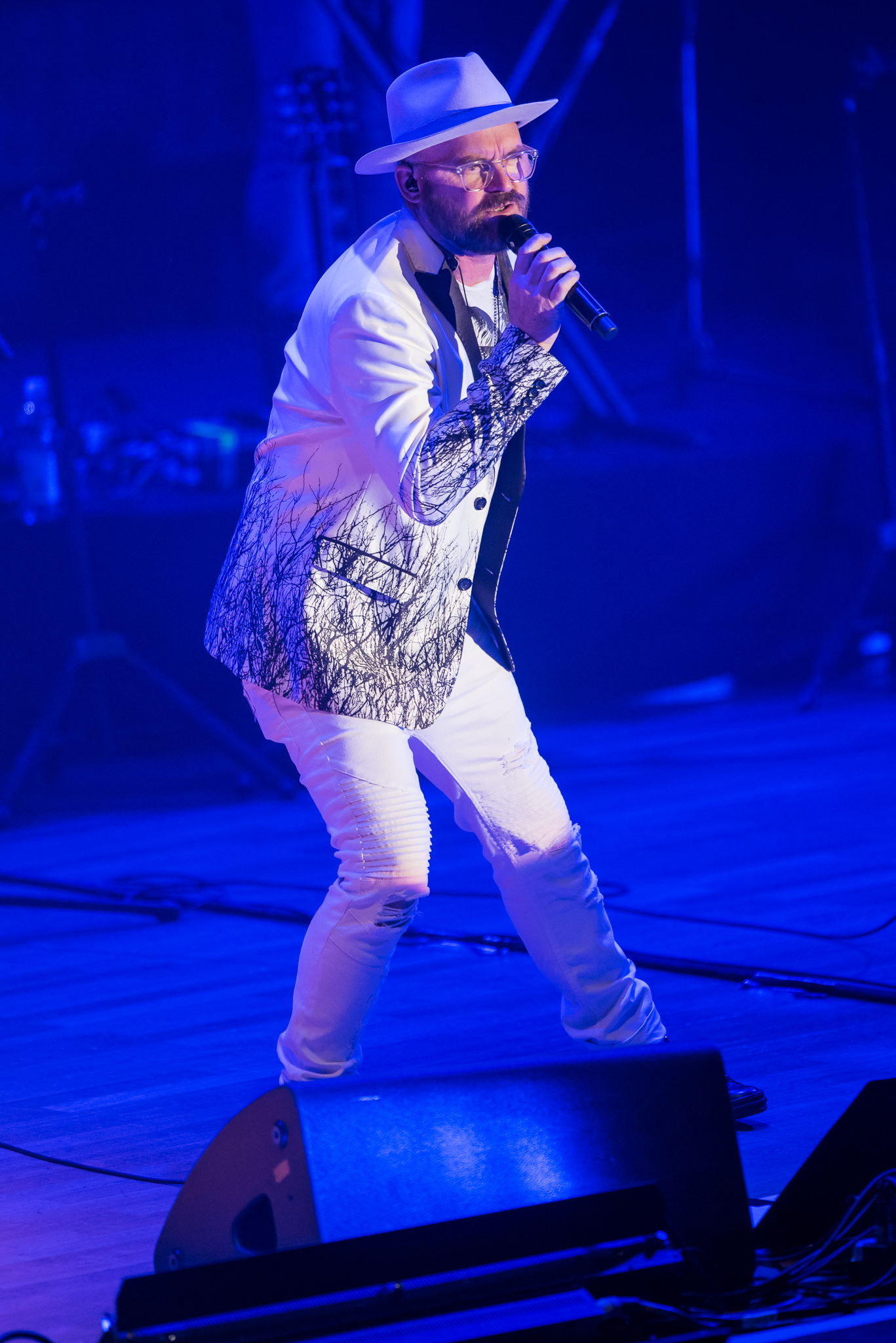
Todd Cooper nel 2017. In The Secret canta tre brani One Note Symphony, Soirée Fantastique e Requiem.

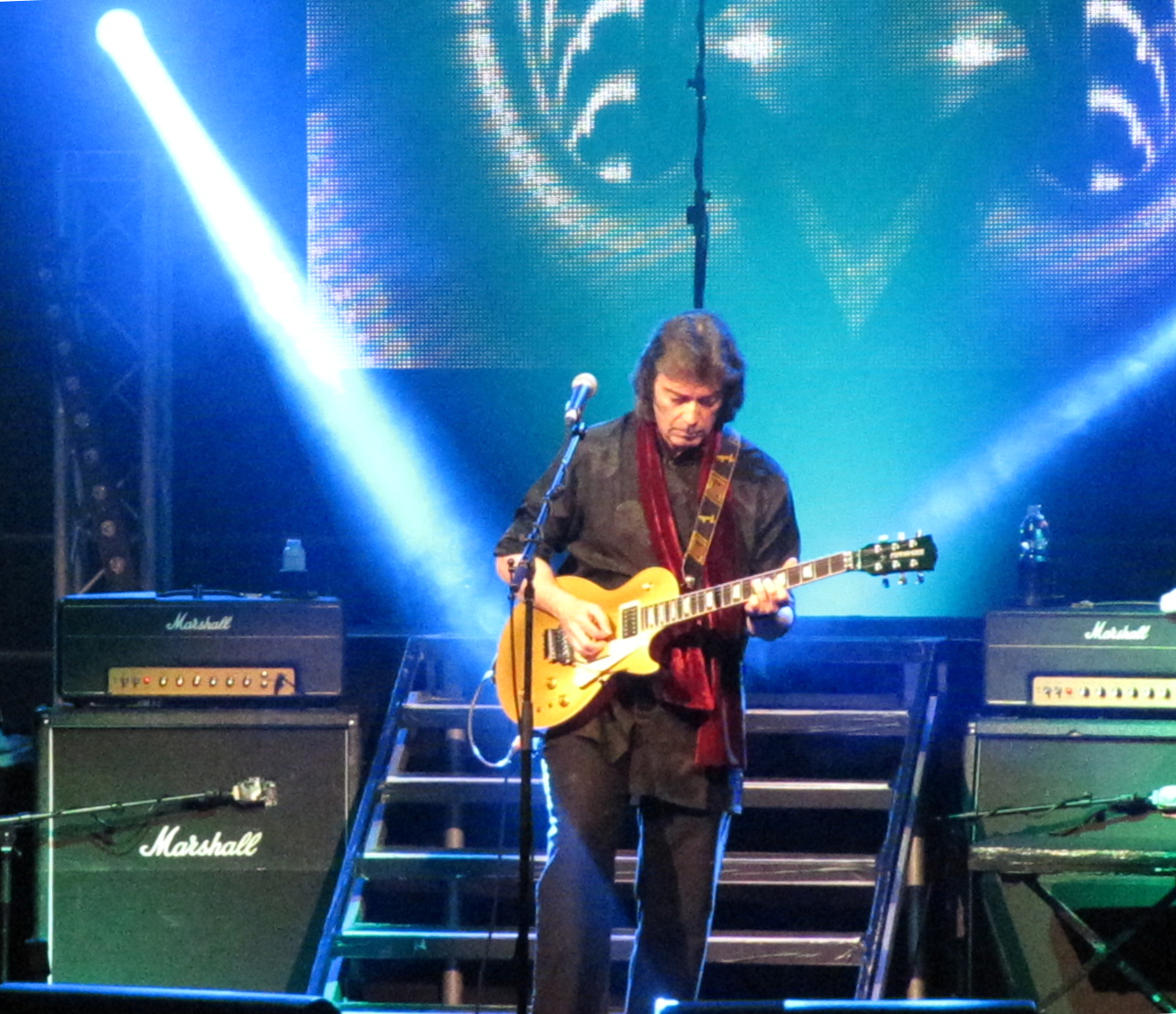
Steve Hackett nel 2013. Chitarrista nella cover del brano The Sorcerer's Apprentice.

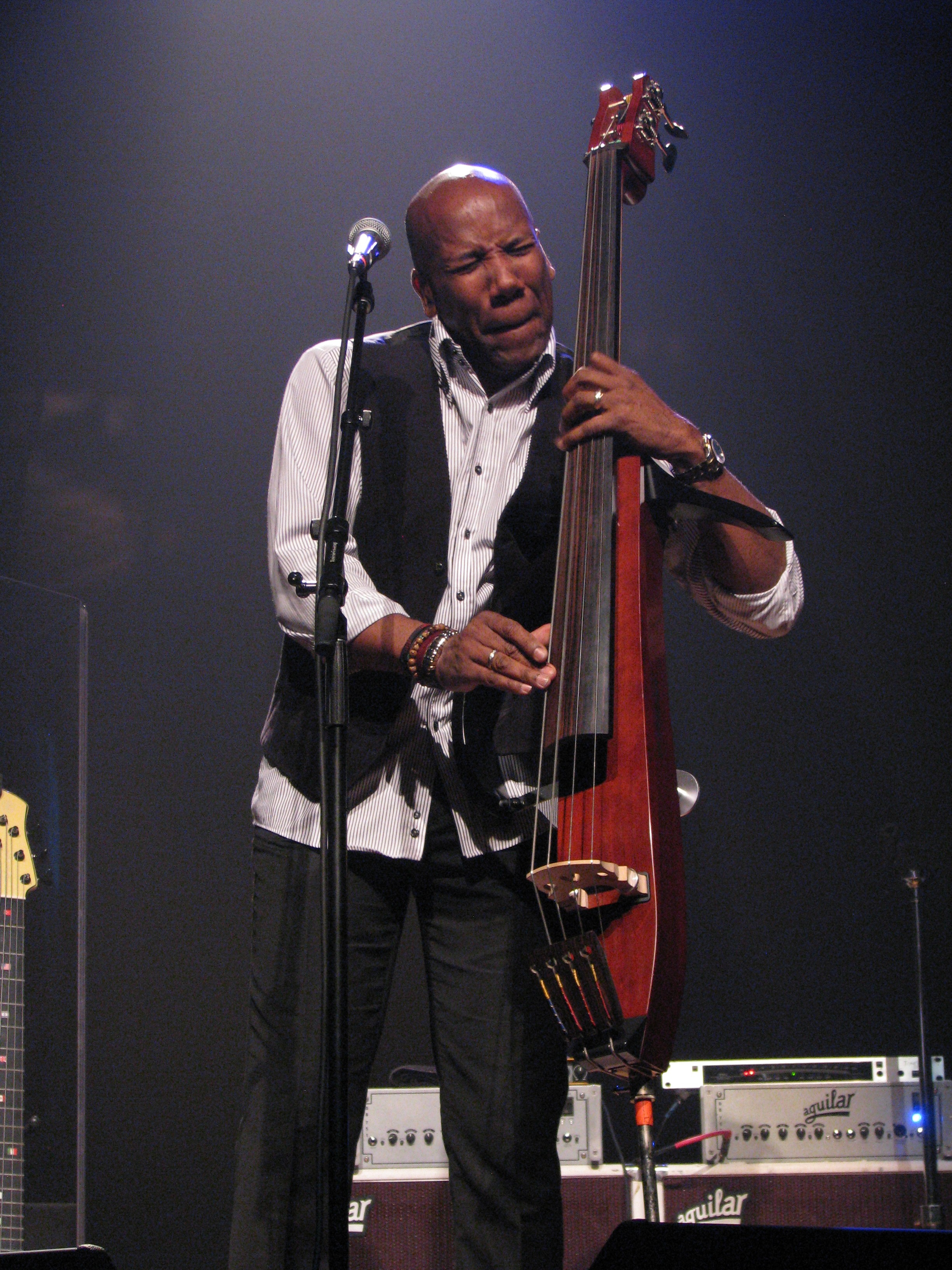
Nathan East nel 2014. Suona il basso nella cover del brano The Sorcerer's Apprentice.

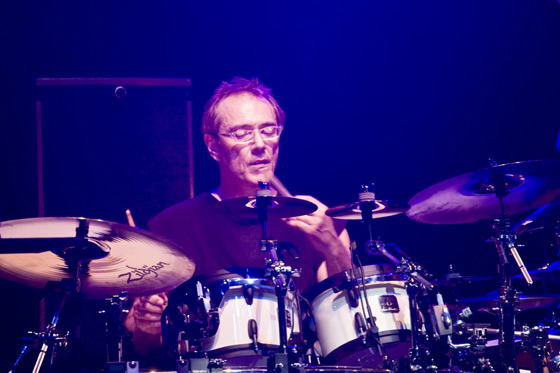
Vinnie Colaiuta nel 2009. Suona la batteria nella cover del brano The Sorcerer's Apprentice.

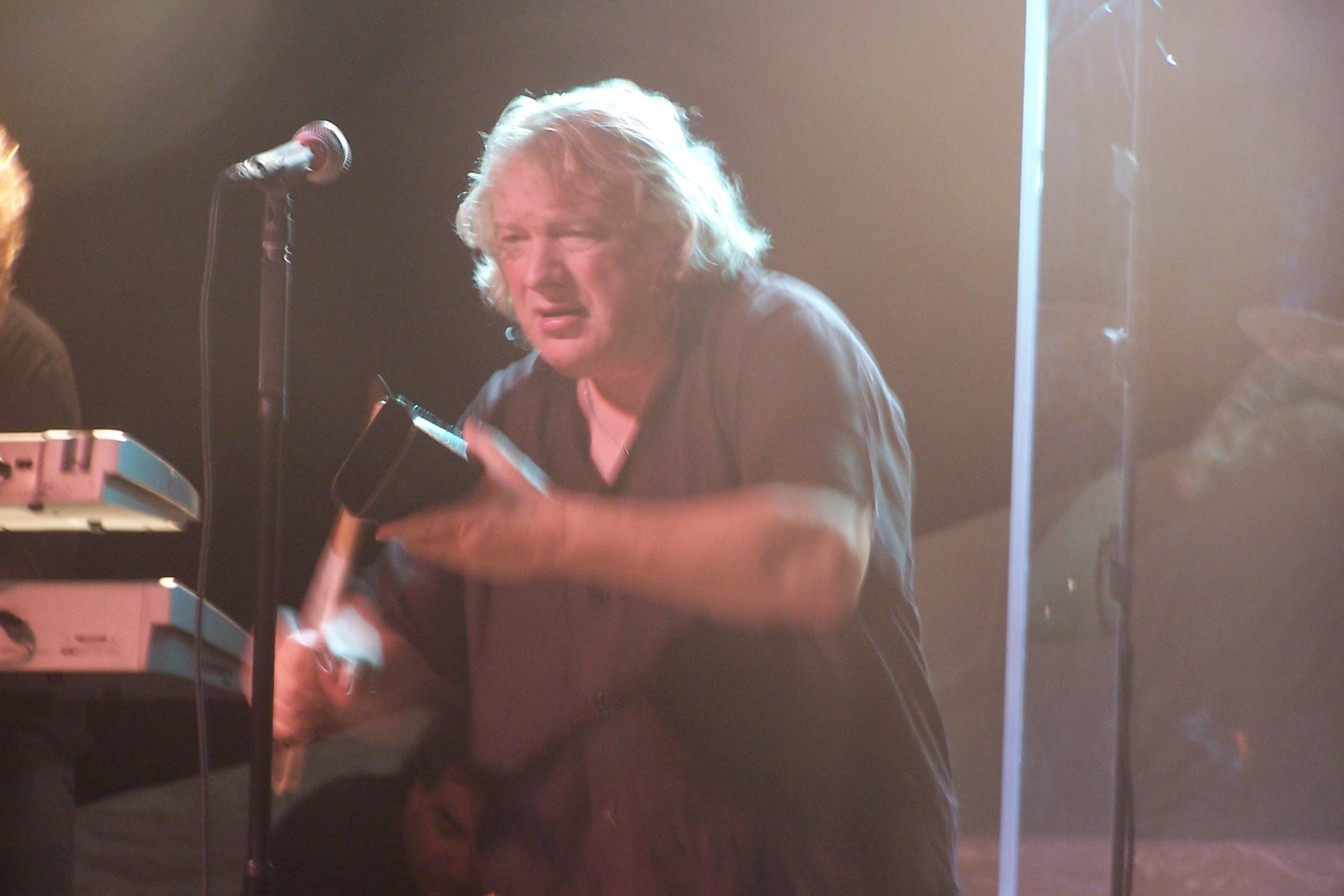
Lou Gramm nel 2008. In The Secret, canta il brano Sometimes.

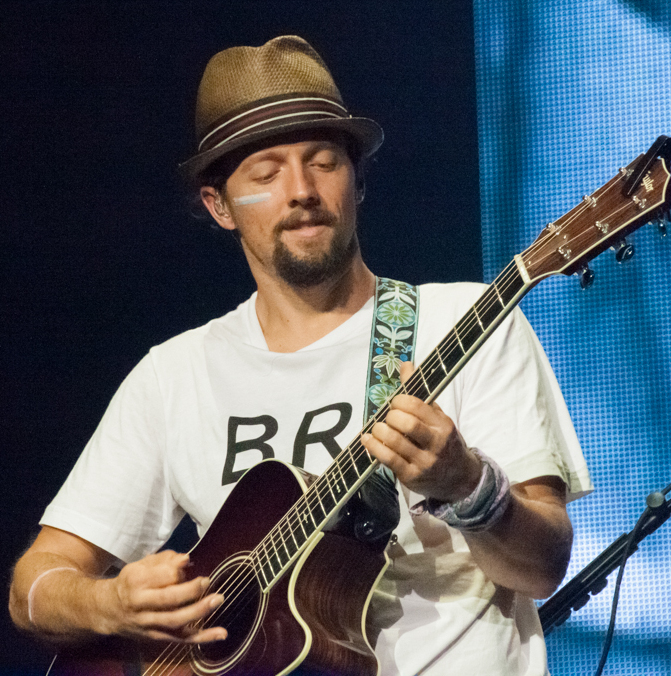
Jason Mraz nel 2013. In The Secret, canta il brano Miracle.

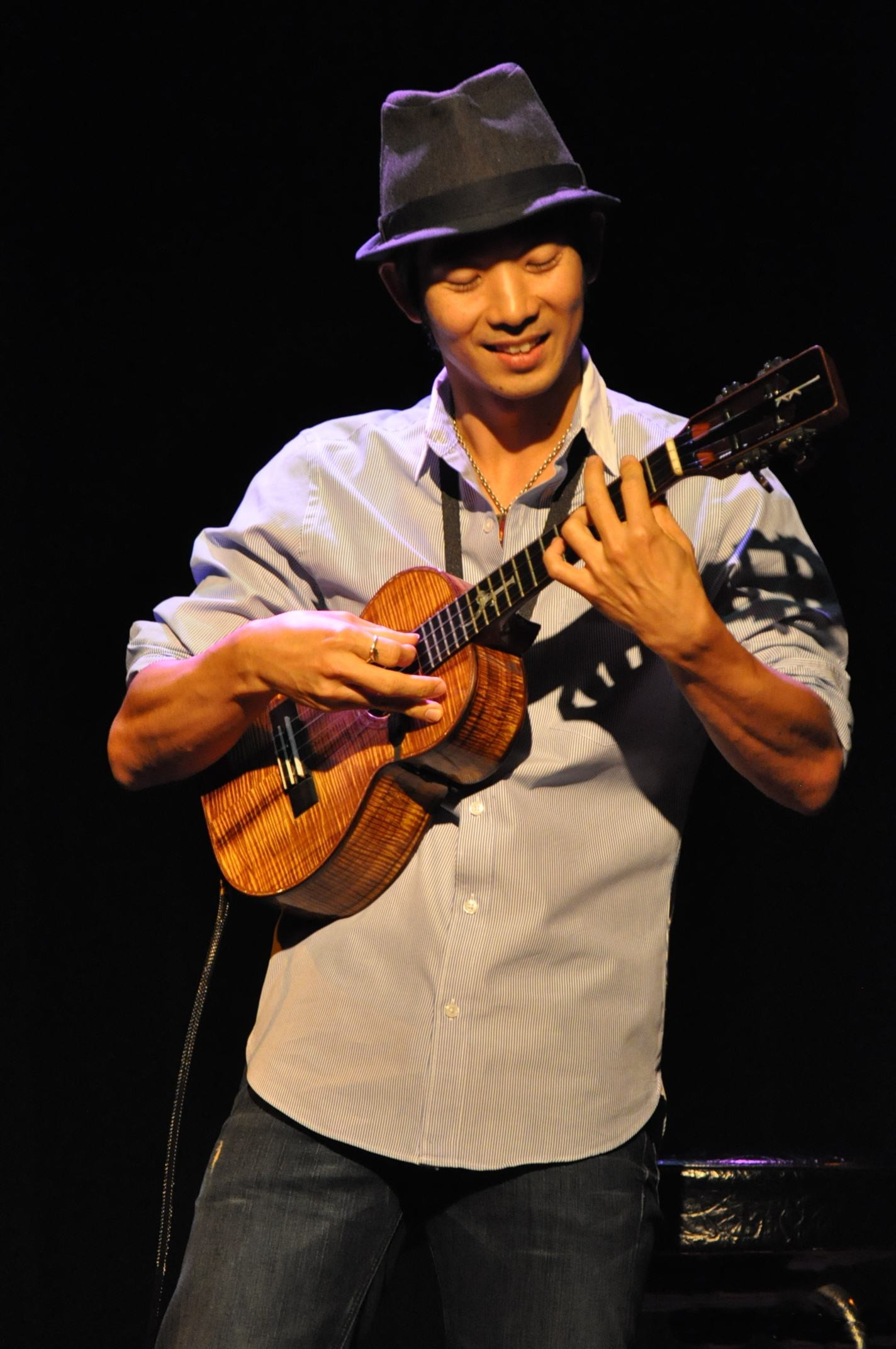
Jake Shimabukuro nel 2010. In The Secret, Suona l'ukulele nella cover del brano The Sorcerer's Apprentice.

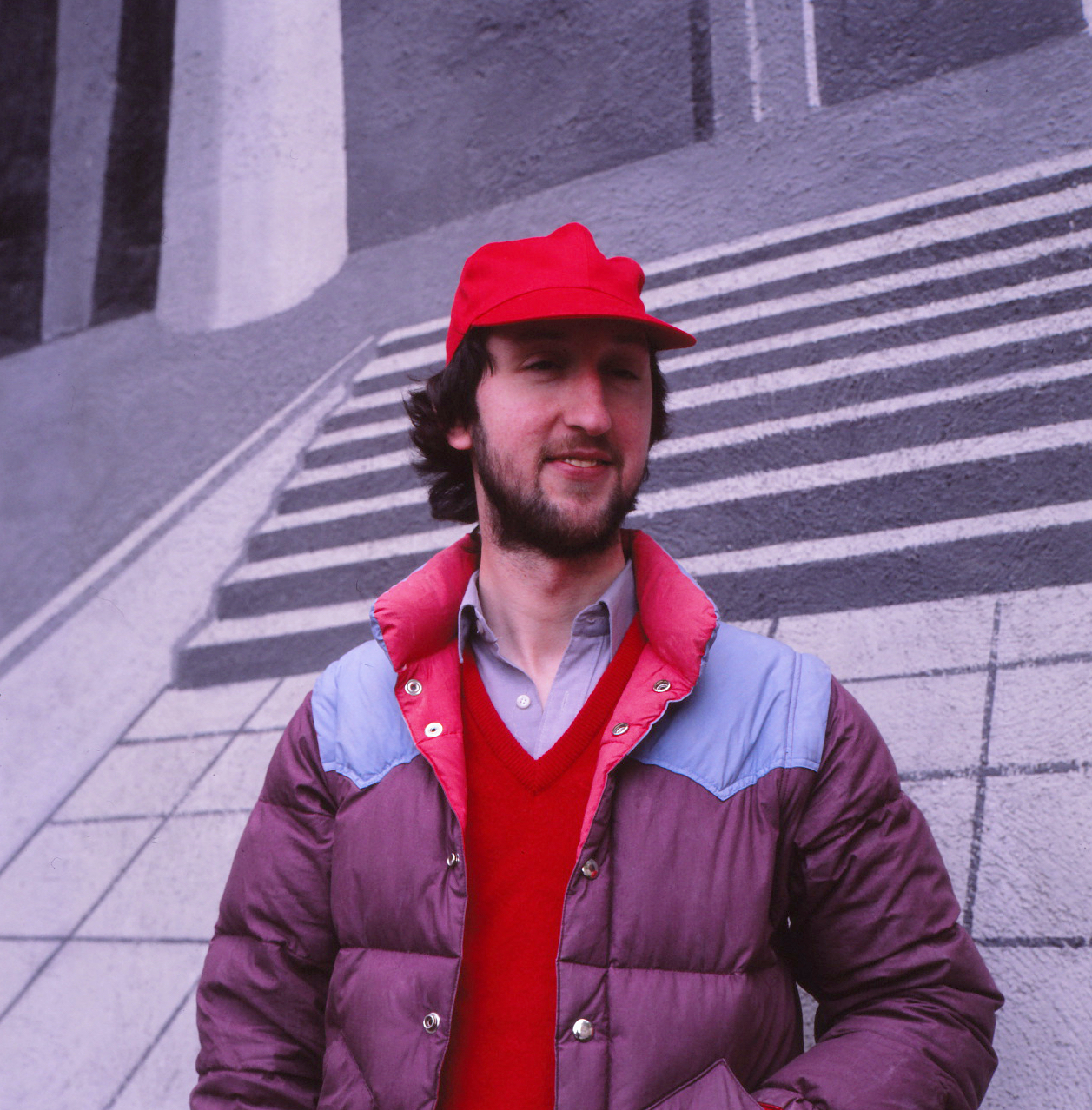
Ian Bairnson nel 1982. In The Secret, Suona le chitarre nei brani Years Of Glory e I Can't Get There From Here.

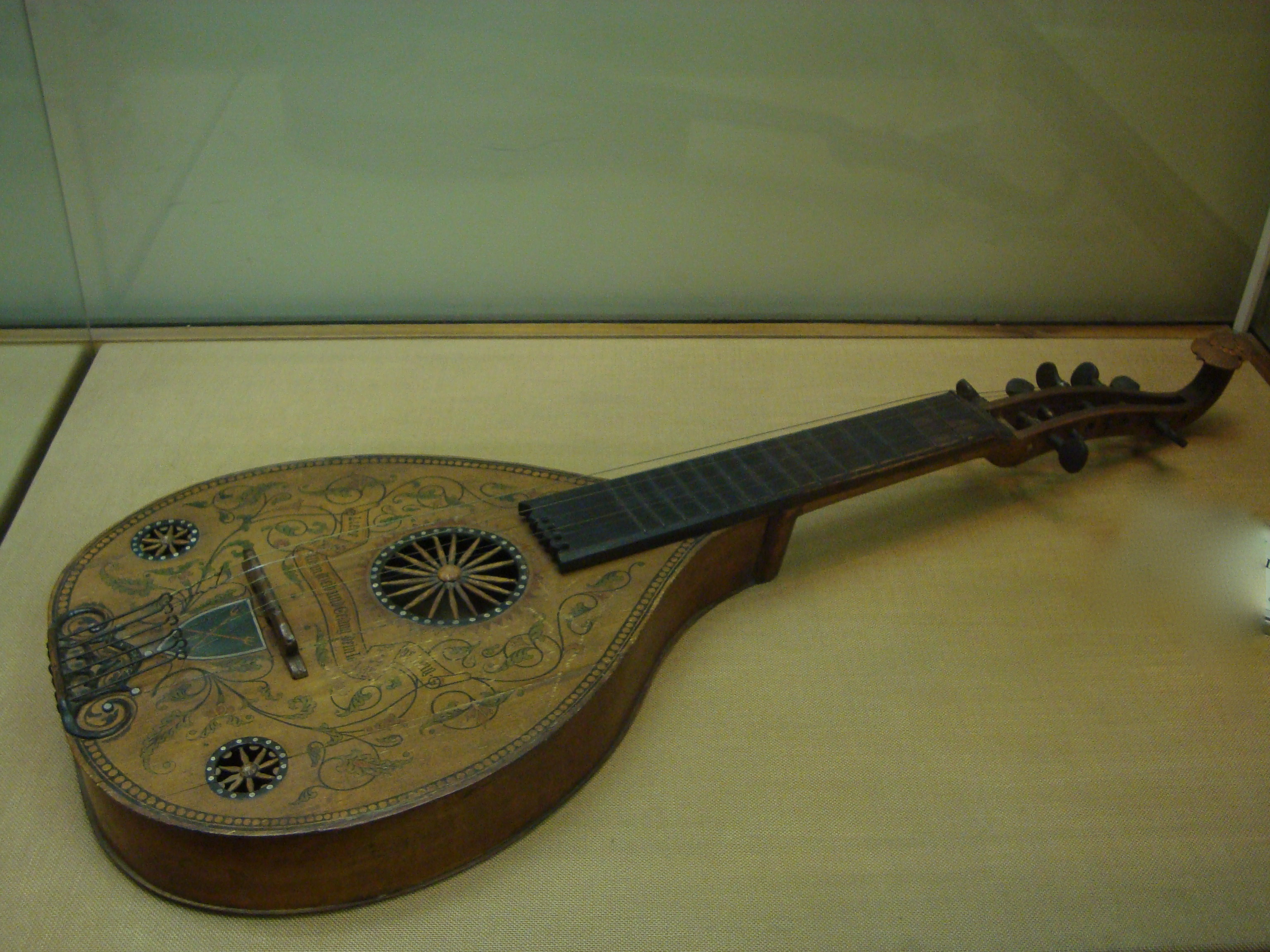
Una cetra, Parsons la suona nel brano As Lights Fall.

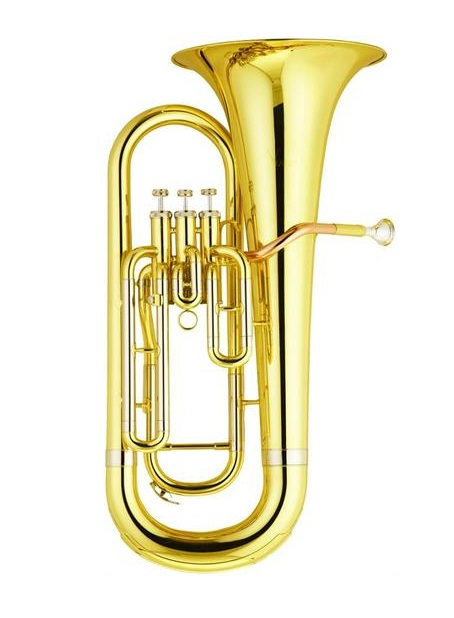
Vinnie Ciesielski suona il flicorno nel brano Requiem.

Immediatamente prima della pubblicazione del disco escono tre singoli: Miracle il 25 febbraio, I Can't Get There From Here il 20 marzo e Sometimes il 12 aprile.
In contemporanea con l'uscita del disco pubblica il videoclip del brano As Lights Fall. Il 28 agosto pubblica il videoclip del brano "One Note Symphony" realizzato per celebrare il 50º anniversario della missione spaziale della NASA Apollo 11 che il 20 luglio 1969 portò i primi uomini sulla Luna. Nel videoclip vi è la ripresa live del brano durante il concerto tenuto il 3 e 4 giugno a Tel Aviv in Israele.
Nella realizzazione di The Secret sono coinvolti Steve Hackett, Ian Bairnson, Nathan East, Vinnie Colaiuta, Lou Gramm dei Foreigner, ed alcuni artisti appartenenti alla nuova generazione quali Jared Mahone, Jason Mraz e Jake Shimabukuro. Parsons è quasi onnipresente nell'album comparendo in qualità di produttore, ingegnere del suono, co-autore di tutti i brani, direttore d'orchestra, cantante, corista e narratore, offre inoltre il suo contributo con diversi strumenti musicali tra cui tastiere, chitarre e percussioni.
Nonostante nel 2019 in generale le vendite sul mercato discografico siano un vago ricordo rispetto a quelle del 2004, anno di uscita dell'album precedente di Parsons, The Secret riscuote un ottimo successo arrivando al 10º posto negli USA, 11º in Gran Bretagna, 12º in Germania, 13º in Svizzera, il miglior risultato in Europa lo ottiene in Svezia con il 4º posto. In Italia arriva al 31º posto raggiungendo poi il 4º posto nella classifica di vendite della versione in vinile.

### Citazioni
Nel booklet dell'album The Secret Parsons abbina ad ogni brano una famosa citazione:
The Sorcerer's Apprentice
(Washington Irving (1783-1859), dal booklet del cd The Secret, 2019)
Miracle
(Albert Einstein (1879-1955), dal booklet del cd The Secret, 2019)
As Lights Fall
(Lucio Anneo Seneca (4 a.C.-65), dal booklet del cd The Secret, 2019)
One Note Symphony
(Arthur C. Clarke (1917-2008), dal booklet del cd The Secret, 2019)
Sometimes
(Lou Reed (1942-2013), dal booklet del cd The Secret, 2019)
Soirée Fantastique
(Harry Houdini (1874-1926), dal booklet del cd The Secret, 2019)
Fly To Me
(J. M. Barrie (1860-1937), dal booklet del cd The Secret, 2019)
Requiem
(Benjamin Disraeli (1804-1881), dal booklet del cd The Secret, 2019)
Years Of Glory
(Daniel Burnham (1846-1912), dal booklet del cd The Secret, 2019)
The Limelight Fades Away
(Oliver Wendell Holmes (1809-1894), dal booklet del cd The Secret, 2019)
I Can't Get There From Here
(Eugene O'Neill (1888-1953), dal booklet del cd The Secret, 2019)

## Copertina e grafica
La grafica dell'album è curata da Patrick Read Johnson e Liz Nemeth.
La copertina rappresenta un uomo di spalle, nel classico abito elegante utilizzato dai prestigiatori, su di un sentiero che a prima vista sembra fatto da tasti di pianoforte, ma osservando meglio il sentiero è costituito da un'infinità di bacchette magiche. Sul retro della confezione il prestigiatore si è parzialmente girato verso l'osservatore svelando che è lo stesso Alan Parsons.

## Tracce[9]
Edizioni musicali Frontiers Records.
1. The Sorcerer's Apprentice (Strumentale) – 5:47 (Paul Dukas - arrangiamento strumentale reinventato da Alan Parsons, Tom Brooks) – Chitarra: Steve Hackett • Ukulele: Jake Shimabukuro • Basso: Nathan East • Batteria: Vinnie Colaiuta • Violoncello solista: Michael Fitzpatrick • Chitarra aggiuntiva: Jeff Kollman • Arrangiamento orchestrale e direzione d'orchestra: Tom Brooks • Orchestra: The CMC Music Recording Orchestra of Hollywood • Primo violino: Jennifer Walton
2. Miracle – 3:25 (Guy Erez, Andy Ellis, Alan Parsons) – Voce: Jason Mraz • Chitarra solista: Jeff Kollman • Chitarre aggiuntive: Dan Tracey • Sassofono: Todd Cooper • Basso: Guy Erez • Batteria: Danny Thompson • Tastiere: Tom Brooks • Sintetizzatore: Andy Ellis • Percussioni: Alan Parsons •
3. As Lights Fall – 3:59 (Dan Tracey, Alan Parsons) – Voce, tastiere aggiuntive, conduzione delle corde e cetra: Alan Parsons • Cori: Dan Tracey, Jordan Huffman • Tastiere: Tom Brooks, Dan Tracey • Basso: Guy Erez • Batteria: Danny Thompson • Chitarre: Dan Tracey, Jeff Kollman • Arrangiamento degli archi "intro": Dan Tracey
4. One Note Symphony – 4:43 (Todd Cooper, Tom Brooks, Alan Parsons) – Voce e cori: Todd Cooper • Conduzione delle corde, narratore e cori: Alan Parsons • Cori: Dan Tracey • Tastiere e arrangiamenti orchestrali: Tom Brooks • Basso: Guy Erez • Batteria: Danny Thompson • Chitarre: Jeff Kollman • Violoncello: Michael Fitzpatrick • Tromboni: Oscar Utterstrom • Trombe: Vinnie Ciesielski
5. Sometimes – 5:08 (Patrick Anthony Caddick, Alan Parsons) – Voce: Lou Gramm • Pianoforte: Pat Caddick • Basso: Guy Erez • Batteria: Danny Thompson • Chitarra solista e acustica: Jeff Kollman • Arrangiamento delle corde: Tom Brooks • Conduzione delle corde: Alan Parsons
6. Soirée Fantastique – 5:27 (Todd Cooper, Doug Powell, Tom Brooks, Alan Parsons) – Voce: Alan Parsons, Tood Cooper • Cori: Doug Powell, Tood Cooper • Tastiere e fisarmonica: Tom Brooks • Basso: Guy Erez • Batteria: Danny Thompson • Chitarra solista: Jeff Kollman • Chitarre acustiche: Dan Tracey, Jeff Kollman
7. Fly To Me – 3:45 (Mark Mikel, Jeff Kollman, Alan Parsons) – Voce e cori: Mark Mikel • Voce di contrappunto e conduzione delle corde: Alan Parsons • Cori: Jeff Kollman • Tastiere e arrangiamento delle corde: Tom Brooks • Basso: Guy Erez • Batteria: Danny Thompson •
8. Requiem – 4:02 (Tood Cooper, Douglas Powell, Boh Cooper, Alan Parsons) – Voce e sassofoni: Tood Cooper • Tastiere: Tom Brooks • Basso e contrabbasso: Guy Erez • Batteria: Danny Thompson • Chitarra solista: Jeff Kollman • Chitarra ritmica: Dan Tracey • Trombone: Oscar Utterstrom • Trombe e flicorno: Vinnie Ciesielski • Cori: Doug Powell • Arrangiamento big band: Boh Cooper
9. Years Of Glory – 4:05 (P.J. Olsson, Alan Parsons) – Voce e cori: P.J. Olsson • Cori: Carl-Magnus "C-M" Carlsson • Basso: Jeff Peterson • Batteria: Carl Sorensen • Chitarre: Tony Rosacci • Pianoforte: Angelo Pizzaro • Violoncello: Michael Fitzpatrick • Chitarra solista: Ian Bairnson • Sassofono solista: Tood Cooper • Arrangiamenti orchestrali: Milton Olsson • Orchestrazioni addizionali: Tom Brooks • Direttore d'orchestra: Alan Parsons •
10. The Limelight Fades Away – 3:36 (Jordan Huffman, Dan Tracey, Alan Parsons) – Voce e cori: Jordan Huffman • Voce aggiuntiva: Alan Parsons • Cori: Tood Cooper • Chitarra solista: Jeff Kollman • Cori, organo B3 e chitarre aggiuntive e acustiche: Dan Tracey • Tastiere: Tom Brooks • Basso: Guy Erez • Batteria: Danny Thompson
11. I Can't Get There From Here – 4:38 (Patrick Read Johnson, David Russo, Jared Mahone, Alan Parsons) – Voce: Jared Mahone • Chitarra solista: Ian Bairnson • Tastiere e arrangiamento delle corde: Tom Brooks • Basso: Guy Erez • Batteria: Danny Thompson • Chitarra e conduzione delle corde: Alan Parsons • Chitarra: Dan Tracey • Tastiere aggiuntive: David Russo

Durata totale: 48:35

## Formazione

### Leader
- Alan Parsons – voce (traccia 3,6), cori (traccia 4), voce narrante (traccia 4), voce di contrappunto (traccia 7), voce aggiuntiva (traccia 10), chitarre (traccia 11), tastiere (traccia 3), percussioni (traccia 2), cetra (traccia 3), conduzione delle corde (traccia 3,4,5,7,11), direttore d'orchestra (traccia 9), autore testi e musiche (traccia 1,2,3,4,5,6,7,8,9,10,11), ingegnere del suono, ingegnere del mixaggio, produttore

### Altri collaboratori

#### Cantanti
- Todd Cooper - voce (traccia 4,6,8), sassofono (traccia 2,8,9), cori (traccia 4,6,10), autore testi e musica (traccia 4,6,8)
- P.J. Olsson - voce (traccia 9), cori (traccia 9), autore testi e musica (traccia 9)
- Jared Mahone - voce (traccia 11), autore testi e musica (traccia 11)
- Mark Mikel - voce (traccia 7), cori (traccia 7), autore testi e musica (traccia 7)
- Jordan Huffman - voce (traccia 10), cori (traccia 3,10), autore testi e musica (traccia 10)
- Jason Mraz - voce (traccia 2)
- Lou Gramm - voce (traccia 5)
- Doug Powell - cori (traccia 6,8), autore testi e musica (traccia 6,8)
- Carl-Magnus "C-M" Carlsson - cori (traccia 9)

#### Musicisti
- Ian Bairnson - chitarra (traccia 9,11)
- Steve Hackett - chitarra (traccia 1)
- Jeff Kollman - chitarra (traccia 2,3,4,6,7,8,10), chitarra aggiuntiva (traccia 1), chitarra acustica (traccia 5,6), cori (traccia 7), autore testi e musica (traccia 7)
- Dan Tracey - chitarra (traccia 3,11), tastiere (traccia 3), chitarra aggiuntiva (traccia 2,10), chitarra acustica (traccia 6,10), chitarra ritmica (traccia 8), organo B3 (traccia 10), cori (traccia 3,4,10), arrangiamento degli archi (traccia 3), autore testi e musica (traccia 3,10)
- Tony Rosacci - chitarra (traccia 9)
- Guy Erez - basso (traccia 2,3,4,5,6,7,8,10,11), contrabbasso (traccia 8), autore testi e musica (traccia 2)
- Nathan East - basso (traccia 1)
- Jeff Peterson - basso (traccia 9)
- Danny Thompson - batteria (traccia 2,3,4,5,6,7,8,10,11)
- Vinnie Colaiuta - batteria (traccia 1)
- Carl Sorensen - batteria (traccia 9)
- Tom Brooks - tastiere (traccia 2,3,4,6,7,8,10,11), fisarmonica (traccia 6), arrangiamento delle corde (traccia 5,7,11), autore testi e musica (traccia 4,6)
- David Russo - tastiere aggiuntive (traccia 11), autore testi e musica (traccia 11)
- Andy Ellis - sintetizzatore (traccia 2), autore testi e musica (traccia 2)
- Patt Caddick - pianoforte (traccia 5), autore testi e musica (traccia 5)
- Angelo Pizzaro - pianoforte (traccia 9)
- Jake Shimabukuro - ukulele (traccia 1)
- Michael Fitzpatrick - violoncello (traccia 1,4,9)
- Oscar Utterstrom - tromboni (traccia 4,8)
- Vinnie Ciesielski - trombe (traccia 4,8), flicorno (traccia 8)
- Boh Cooper - arrangiamento big band (traccia 8), autore testi e musica (traccia 8)
- Patrick Read Johnson - autore testi e musica (traccia 11)

### Orchestra
- The CMC Music Recording Orchestra of Hollywood - (traccia 1)
- Tom Brooks - arrangiamento orchestrale (traccia 1,4), direzione d'orchestra (traccia 1) orchestrazioni addizionali (traccia 9)
- Jennifer Walton - Primo violino (traccia 1)
- Milton Olsson - arrangiamento orchestrale (traccia 9)

## Masterizzazione
Masterizzato presso il ParSonics a Santa Barbara in California..

## Registrazione
The Secret è stato registrato presso il ParSonics, lo studio di registrazione personale di Alan Parsons, a Santa Barbara in California. Registrazioni aggiuntive sono state effettuate presso i seguenti studi di registrazione: Hybrid Studios a Santa Ana in California; Capitol Studios a Hollywood in California; Eagle Wind Sound a Winter Park in Colorado; Old Hickory Recording Company a Nashville in Tennessee; Capricorn Sound Works a Nashville in Tennessee; Luminous Sound a Dallas in Texas; The Studios at Linden Oaks a Rochester in New York..

## Videoclip
I Can't Get There From Herepubblicato il 20 marzo 2019.
As Lights Fallpubblicato in contemporanea con l'uscita del disco il 26 aprile 2019.
One Note Symphonypubblicato il 28 agosto 2019 per celebrare il 50º anniversario della missione spaziale della NASA Apollo 11 che il 20 luglio 1969 portò i primi uomini sulla Luna. Nel videoclip vi è la ripresa live del brano durante il concerto tenuto il 3 giugno a Tel Aviv in Israele.

## Edizioni
The Secret - Deluxe Collector's Edition Box Set (2019)Il 26 aprile 2019, in concomitanza con la pubblicazione dell'album The Secret, viene realizzato un prestigioso cofanetto per i collezionisti con il seguente contenuto:
- 1 CD.
- 1 DVD.
- 1 LP a doppia faccia.
- 1 booklet di 16 pagine.
- 2 CD ristampa di LiveSpan, relativo al concerto di Stoccarda del 24 marzo del 2013.
- 1 maglietta con il logo di The Secret.
- 1 poster, con un ritratto fotografico di Alan Parsons realizzato da Simon Lowery .
- 1 serigrafia numerata con la riproduzione della copertina dell'album.

## Classifiche
| Nazione         | Miglior posizione in classifica | Settimane di permanenza |
| --------------- | ------------------------------- | ----------------------- |
| Svizzera        | 2º                              | 13                      |
| Germania        | 12º                             | 5                       |
| Paesi Bassi     | 20º                             | 2                       |
| Italia          | 31º                             | 2                       |
| Scozia          | 33º                             | 1                       |
| Stati Uniti     | 36º                             | 1                       |
| Austria         | 36º                             | 1                       |
| Polonia         | 40º                             | 1                       |
| Belgio Vallonia | 44º                             | 3                       |
| Regno Unito     | 45º                             | 1                       |
| Spagna          | 49º                             | 2                       |
| Belgio Fiandre  | 55º                             | 3                       |
| Francia         | 157º                            | 1                       |